# Ga'at

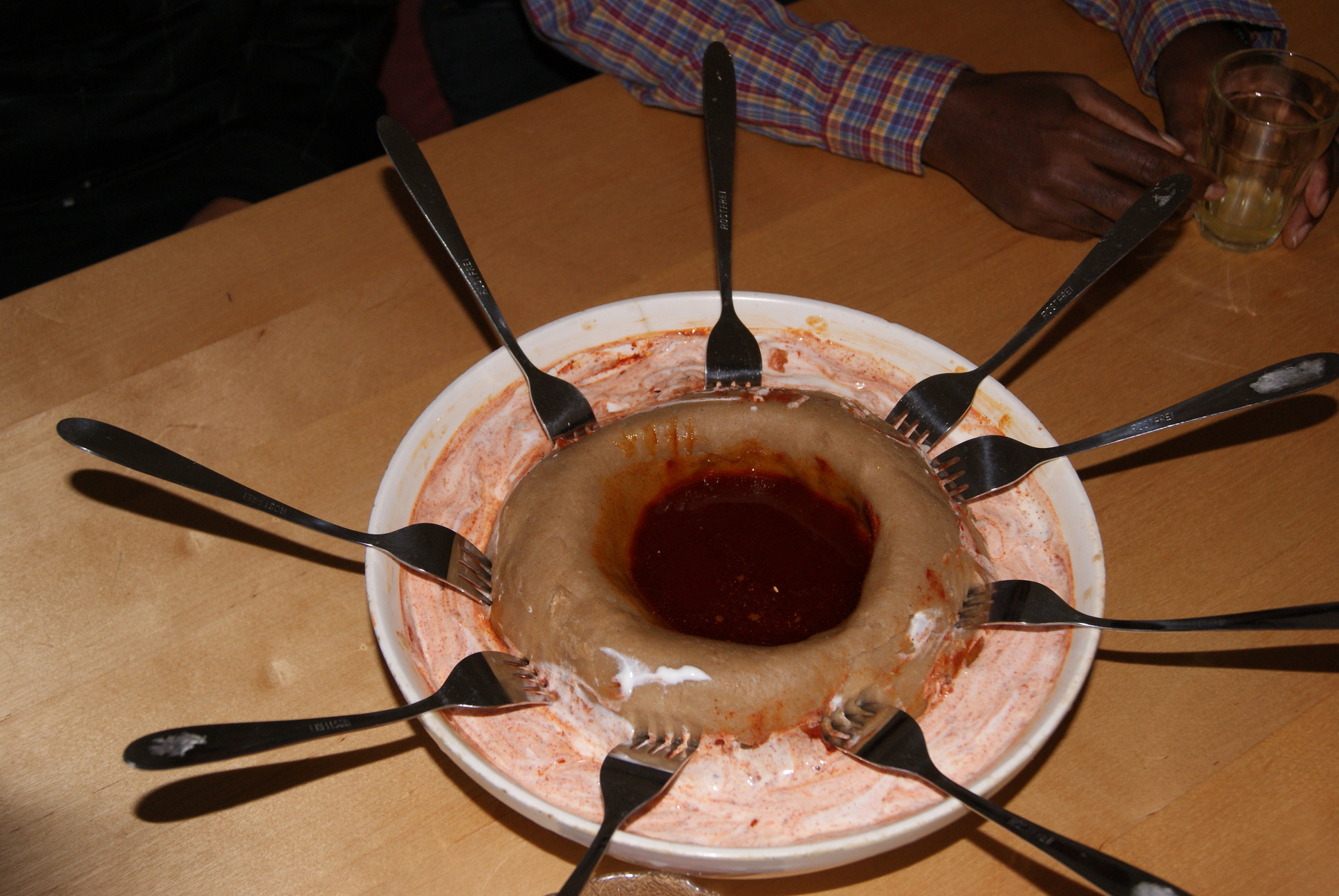
Ga'at

Ga'at (Tigrinya ጋኣት auch Genfo (amharisch ገንፎ) oder (Oromiffa Marqaa)) ist ein Gericht, das in Eritrea und Äthiopien verbreitet ist. Es wird generell als Frühstück, aber besonders zu Feierlichkeiten nach einer Geburt zubereitet. Da das Mehl im Magen weiter aufgeht, soll es dem Volksmund nach die durch die Geburt entstandene Leere im Bauch der Mutter füllen.
Bei der Zubereitung wird geröstetes Gersten- oder Hirsemehl unter ständigem Stampfen mit einem Holzlöffel mit Wasser erhitzt. Ga'at wird typischerweise in Form eines Vulkans serviert: Eine Mulde in der Mitte wird mit einer Mischung aus ausgelassener Butter (Tesmi) und der Gewürzmischung Berbere gefüllt. Um die Schärfe zu mildern, wird der Vulkan außen mit Joghurt umrandet. Mehrere Gäste essen gemeinsam aus einer Schale, bis der „Vulkan“ zuletzt ausbricht und die rötliche Butter sich in den Joghurt ergießt.